# Peter Edwards (chimiste)
Peter Philip Edwards (né le 30 juin 1949 à Liverpool) est professeur britannique de chimie inorganique et ancien directeur de la chimie inorganique à l'université d'Oxford et membre du St Catherine's College d'Oxford .

## Biographie
Edwards est le récipiendaire de la médaille Corday-Morgan (1985)  du Tilden Lectureship (1993–94)  et du Liversidge Award (1999)  de la Royal Society of Chemistry. Il est élu membre de la Royal Society en 1996 et reçoit la médaille Hughes en 2003 de la Royal Society  « pour son travail en tant que chimiste de l'état solide. Il a apporté des contributions fondamentales dans des domaines tels que la supraconductivité et le comportement des nanoparticules métalliques, et a fait progresser la compréhension de la phénoménologie de la transition métal-isolant. » En 2009, Edwards est élu à l'Académie allemande des sciences Leopoldina  et il est élu professeur Einstein pour 2011 par l'Académie chinoise des sciences . En 2012, il reçoit la conférence Bakerian de la Royal Society "en reconnaissance de contributions décisives à la physique, à la chimie et à la science des matériaux de la matière condensée, notamment des travaux sur la transition métal-isolant" . Au printemps 2012, il est élu membre international de la Société américaine de philosophie . Plus tard en 2012, il reçoit le Worshipful Company of Armourers and Brasiers Materials Science Venture Prize pour son travail sur de nouveaux revêtements d'oxyde conducteurs à faible coût et à haute performance pour les cellules solaires et les matériaux optoélectroniques. À l'automne 2013, il est élu membre de l'Academia Europaea  et il est élu membre honoraire étranger de l'Académie américaine des arts et des sciences en 2014 .

## Publications
- Edwards et Sienko, « Universality Aspects of the Metal-Nonmetal Transition in Condensed Media », Phys. Rev. B, vol. 17, no 6,‎ 1978, p. 2575–2581 (DOI 10.1103/PhysRevB.17.2575, Bibcode 1978PhRvB..17.2575E)

- The Metallic and Non-metallic States of Matter, London, Taylor & Francis, 1985
- Edwards, Mott et Alexandrov, « The Insulator-Superconductor Transformation in Cuprates », J. Supercond., vol. 11,‎ 1998, p. 151–154 (DOI 10.1023/A:1022699711372, Bibcode 1998JSup...11..151E, S2CID 118066529)

- Grochala et Edwards, « Thermal Decomposition of the Non-Interstitial Hydrides for the Storage and Production of Hydrogen », Chem. Rev., vol. 104, no 3,‎ 2004, p. 1283–1315 (PMID 15008624, DOI 10.1021/cr030691s)

- Zurek, Edwards et Hoffmann, « A Molecular Perspective on Lithium–Ammonia Solutions », Angew. Chem. Int. Ed., vol. 48, no 44,‎ 2009, p. 8198–8232 (PMID 19821473, DOI 10.1002/anie.200900373)

- Jiang, Xiao, Kuznetsov et Edwards, « Turning carbon dioxide into fuel », Phil. Trans. R. Soc. A, vol. 368, no 1923,‎ 2010, p. 3343–3364 (PMID 20566515, DOI 10.1098/rsta.2010.0119, Bibcode 2010RSPTA.368.3343J)

- Pearson, Eisaman, Turner et Edwards, « Energy Storage via Carbon-Neutral Fuels Made From CO2, Water, and Renewable Energy », Proceedings of the IEEE, vol. 100, no 2,‎ 2011, p. 440–460 (DOI 10.1109/JPROC.2011.2168369, S2CID 3560886)
- Yao, B., Kuznetsov, V. L., Xiao, T., Jie, X., Gonzalez-Cortes, S., Dilworth, J. R., Al-Megren, H.A., Alshihri, S.M. & Edwards, P. P. (2020). Fuels, power and chemical periodicity. Phil. Trans. R. Soc. A., 378(2180), 20190308. doi:10.1098/rsta.2019.0308.
- Yao, B., Kuznetsov, V. L., Xiao, T., Slocombe, D. R., Rao, C. N. R., Hensel, F., & Edwards, P. P. (2020). Metals and non-metals in the periodic table. Phil. Trans. R. Soc. A., 378(2180), 20200213. doi:10.1098/rsta.2020.0213.
- Jie, X., Li, W., Slocombe, D., Gao, Y., Banerjee, I., Gonzalez-Cortes, S., Yao, B., AlMegren, H., Alshihri, S., Dilworth, J. Thomas, J. Xiao, T., & Edwards, P. P. (2020). Microwave-initiated catalytic deconstruction of plastic waste into hydrogen and high-value carbons. Nature Catalysis, 3(11), 902-912. doi:10.1038/s41929-020-00518-5.
- Yao, B., Xiao, T., Makgae, O. A., Jie, X., Gonzalez-Cortes, S., Guan, S., Kirkland, A.I., Dilworth, J.R., Al-Megren, H.A., Alshihri, S.M., Dobson, P. J., Owen, G. P., Thomas J. M., & Edwards, P. P. (2020). Transforming carbon dioxide into jet fuel using an organic combustion-synthesized Fe-Mn-K catalyst. Nature Communications, 11(1), 1-12. doi:10.1038/s41467-020-20214-z.